# Cinderelas, Lobos e um Príncipe Encantado
Cinderelas, lobos e um príncipe encantado é um filme brasileiro de 2008, de longa-metragem, do gênero documentário, dirigido por Joel Zito Araújo. Lançado no Festival Internacional de Cinema do Rio de Janeiro de 2008, recebeu menção honrosa no Festival Internacional de Cinema de Brasilia em 2008, os prêmios de Melhor Filme e Melhor Direção na 9ª edição do Festival Iberoamericano de Cinema de Sergipe (Curta-SE 9), e também os prêmios de Melhor Longa-metragem e Melhor Documentário do Terceiro Bahia Afro Film Festival. Maio/2010. E Melhor Documentário (votação do público) e Menção Honrosa do Júri do 601 Mostra Vidas na Tela – Natal. 2009.

## Ficha técnica
- Duração: 107’52’’ /Cor / HD
- Direção e produção executiva

Joel Zito Araújo
- Fotografia

Alberto Bellezia
- Captação de som

Antonio Muricy
- Produção e Assistência de direção

Luis Carlos de Alencar
- Montagem

Márcia Watzl
- Roteiro

Joel Zito Araújo e
José Carvalho
- Arte e Videografismo:

Fábio Arruda e Rodrigo Blaque – Cubículo
- Consultores
- Emma Cervone
- Helena Oliveira Silva
- Fabiana Gorenstein

## Sinopse
Em Cinderelas, lobos e um príncipe encantado, viajando pelo nordeste brasileiro e pela Europa, na Itália e Alemanha, o diretor discute o sonho de cinderela de várias mulheres brasileiras que buscam encontrar um marido europeu. Muitas migram e se tornam dançarinas em apresentações de ritmos ligados ao Brasil. Sem estudo ou formação profissional, outras se transformam em prostitutas. Mas, uma minoria consegue criar o seu final feliz.

## Participação em Festivais
- Festival Internacional de Cinema do Rio de Janeiro. Outubro 2008 (Competição Oficial).
- V Festival de Cinema de Arte de Salvador – Outubro 2008.
- X Brasilia Int’l Film Festival - Novembro 2008 (Premiado com Menção Honrosa).
- Film exhibition, A Look into the Abuse and Harassment of Children and Adolescents,  abertura do ‘The III World Congress against the Sexual Exploitation of Children and Adolescents’. Rio de Janeiro. Nov/2008.
- Mostra Brasil. FESPACO PanAfrican Film Festival of Ouagadougou, Burkina Fasso. 2009.
- II Encontro de Cinema Negro Brasil-África-América Latina. Rio de Janeiro- Nov.2008
- Real Life Documentary Festival: A Pan-African Festival of Documentary – Ghana 2009
- The Museum of Modern Art's Premiere Brazil, 2009. NY-USA.
- Festival de Cinema Brasileiro de Vancouver. Julho-2009.
- Dockanema - Festival Internacional de Documentários de Maputo, Moçambique. 2009.
- Dockanema – Festival Internacional de Documentários de Maputo – Moçambique. 2009
- 9ª edição do Festival Iberoamericano de Cinema de Sergipe (Curta-SE 9). Prêmios: Melhor filme e Melhor Diretor. Votação do público.
- VII Mostra Vidas na Tela - Natal 2009. Melhor Documentário (votação do público) e Menção honrosa do júri.
- III Bahia Afro Film Festival (maio/2010). Prêmios de Melhor longa-metragem e Melhor Documentário.